# 圣西尔莱尚帕涅
圣西尔莱尚帕涅（法語：Saint-Cyr-les-Champagnes）是法国多尔多涅省的一个市镇，位于该省东北部，属于农特龙区。该市镇总面积15.81平方公里，2009年时的人口为277人。

## 人口
圣西尔莱尚帕涅人口变化图示